# ستيفن (اسم)
ستيفن (بالإنجليزية: Stephen)‏ أو Steven /ˈstiːvən/ هو اسم مذكر مشتق من الاسم اليوناني «ستيفانوس Stefanos» Στέφανος، الذي بدوره اشتق من الكلمة اليونانية "στέφανος" والتي تعني الإكليل، التاج، الشرف، المكافأة. أما معناها الحرفي فهو «ما يحيط بالشيئ ويشمله». في اليونان القديمة، كان الإكليل يمنح للفائزين بالمنافسات (ومنه أخذ رمز تاج الملك). أول مرجع معروف وجد فيه الاسم هو الإلياذة لهوميروس.
في الإنجليزية الوسطى، كان اسم ستيفن أو ستيفان يلفظ ككلمة ثنائية المقطع - ستي فين أو ستي فان - كالعديد من أسماء العائلات والألقاب الإسكندنافية. أما ستيف فكان يلفظ كما هو في الإنجليزية الحديثة. بدأ هذا الاستخدام الاشتقاقي في الانخفاض في منتصف القرن التاسع عشر.
«ستيف» هو الصيغة المختصرة للاسم، وهناك العديد من الصيغ التصغيرية المستخدمة مثل «ستيفي Stevie» و«ستي Ste». ثمة عدد كبير من أسماء العائلات المشتقة من ستيفن، أشهرها: ستيفينز وستيفنسون.
احتل الاسم المرتبة 201 في الولايات المتحدة عام 2009 وفقاً لدائرة الضمان الاجتماعي. بلغ الاسم ذروة شعبيته عام 1951، لكنه أيضاً كان شائعاً جداً خلال منتصف عقد التسعينيات من القرن العشرين. بعد ذلك بدأت شعبية الاسم بالانخفاض في الولايات المتحدة.
في المملكة المتحدة وصل الاسم إلى أوج شهرته خلال الخمسينيات والستينيات، حيث كان أحد الأسماء العشرة الأولى التي سمي بها الذكور (كان في المرتبة الثالثة عام 1954) لكنه تراجع إلى المرتبة العشرين بحلول عام 1984، وأسقط من مقدمة قائمة المائة بحلول عام 2002.
أما الاسم الأنثوي المشتق من ستيفن هو ستيفاني Stephanie.

## قائمة مرادفات الاسم
| اللغة          | الاسم        | ملاحظات                  |
| -------------- | ------------ | ------------------------ |
| لغة ماليالامية | Esthapannose | اللفظ العربي "إسثابانوس" |
| لفة الباسك     | "Estepan"    | اللفظ العربي "إستيبان"   |
| مثال           | مثال         | مثال                     |

- Estepan (Basque)
- Estevan (old Spanish)
- Esteban (لغة إسبانية، لغة تاغالوغية، لغة بشكنشية)
- Estebe (لغة بشكنشية)
- Estêvão (لغة برتغالية)
- Esteve (لغة كتالانية)
- Estevo (لغة غاليسية)
- Étienne ("Estienne" is an archaic spelling), ستيفان  [لغات أخرى]‏, Stefane, Stephanne (لغة فرنسية)
- Êtiên (لغة فيتنامية)
- Extiban (Basque)
- İstefanos, Stefan (لغة تركية)
- İstfan, Stepan (لغة أذرية)
- إشتفان  [لغات أخرى]‏ (لغة مجرية)
- Ixtebe (Basque)
- Kepano, Kiwini (لغة هاوائية)
- Stefan, Shtjefën, Fan, Sven (لغة ألبانية)
- Sitiveni (التونجية، لغة فيجية)
- Staffan, Stefan (لغة سويدية)
- Steafán, Stíofán, Stiofán (لغة أيرلندية)
- ستیفان  [لغات أخرى]‏ (لغة آيسلندية)
- Stefano (إسبرانتو)
- ستيفانو  [لغات أخرى]‏ (لغة إيطالية)
- شتيفان  [لغات أخرى]‏, Ștefăniță, Ștefănel, Ștefănuț, (لغة رومانية)
- Štefan (لغة سلوفاكية)
- Štefan (لغة سلوفينية)
- Stefan, Stefaan, Stefanus, Steven, Stephan (لغة أفريقانية، لغة هولندية)
- Stefan, Stephan, Steffen (لغة ألمانية)
- Stefan, Szczepan (لغة بولندية)
- Steffan, Stifyn, Stîfyn (لغة ويلزية)
- Steffen (لغة نرويجية)
- Steffen, Stephen, Stefan, Stephan (لغة دنماركية)
- Štěpán (لغة تشيكية)
- Stefanus, Stephanus (لغة لاتينية)
- Stepans, Stepons (لغة لاتفية)
- Steponas, Stepas (لغة لتوانية)
- Stefan, Steven (لغة بريتانية)
- Stiefnu (لغة مالطية)
- Stìobhan, Stìophan, Stèaphan (لغة غيلية اسكتلندية)
- "Stiofán" (Irish/Gaeilge)
- Stjepan, Stipan, Stipe, Stipo, Štef, Stevko,[7] Stevo[8] (لغة كرواتية)
- Tapani, Teppana (لغة فنلندية)
- Tehvan (لغة إستونية)
- Tipene (لغة ماورية)
- Istifanous، إستفانوس، ستيف، ستيفن، اصتفان، Istifaan ستيفن، Stiifan (لغة عربية)
- استیون (Estiven; لغة فارسية)
- סטיבן (Stiven; لغة عبرية)
- Στέφανος (Stephanos, Stefanos, Stephanas, Stepfan, Stephano, Stephanus لغة يونانية)
- Степан, Стівен, Стефан (Stepan, Stiven, Stefan, لغة أوكرانية; Стефан [Stefan] is a more western Ukrainian usage)
- Стефан (Stefan), diminutive: Стефчо (Stefcho), (لغة بلغارية)
- Стефан/Stefan, Стеван/Stevan, Степан/Stepan, Стјепaн/Stjepan, Шћепан/Šćepan, Стево/Stevo, Стијепо/Stijepo, Шћепо/Šćepo, Стевица/Stevica (لغة صربية)
- Стефан/Stefan, Стеван/Stevan, Шћепан/Šćepan (لغة مونتنغرية)
- Стефан/Stefan, Стеван/Stevan, Стево/Stevo, Стефче/Stefche (لغة مقدونية)
- Степан (Stepan, Stepa, Stepane, Stepanya, Stepka, Stipan لغة روسية، Ukrainian, Belarusian)
- Ստեփանոս, Ստեփան, (Stepʿan, Stepanos, Stepan, Stepʿani, Stepʿanicʿ, Stepʿanov لغة أرمنية)
- სტეფანე (Stepane, لغة جورجية)
- ஸ்டீபன், சுதீபன் (Sṭīpan,Sudeipan, لغة تاملية)
- スティーブン、スティーブ、スティーヴン (Stiibun, Stiibu, Stiivun, Sutīvun, Sutībun; لغة يابانية)
- 斯蒂芬, 史蒂芬 (Sidifen, Shidifen; ماندراين الصينية)
- 스티븐 (Seutibeun; لغة كورية)
- સ્ટીફન (Sṭīphana; لغة غوجاراتية)
- स्टीफन (Sṭīphana; لغة هندية)
- ಸ್ಟೀಫನ್ (Sṭīphan; لغة كنادية)
- स्टीफन (Sṭīphana; لغة مراثية)
- Стефен (Styefyen; لغة منغولية)
- स्टीफन (Sṭīphana; لغة نيبالية)
- ਸਟੀਫਨ (Saṭīphana; لغة بنجابية)
- స్టీఫెన్ (Sṭīphen; لغة تيلوغوية)
- สตีเฟ่น (S̄tīfèn; لغة تايلندية)
- اسٹیفن (لغة أردوية)
- סטעפאנוסן (Stʻpʼnwsn; لغة يديشية)
- Eapen (لغة ماليالامية)
- Steephan (لغات درافيدية)
- Steeve or Stephane and Stephanie for female (كيبك)
- İstfan, Stepan (لغة أذرية)
- Steffeni, Stefani, Stiifaat (لغة غرينلاندية)
- ᔅᑏᕕᓐ (Stiifin; لغة إنكتيتوتية)
- Ecen (لغة ولوفية)
- Etiiviuq (Yup'ik)
- uStefanu (لغة زولوية)

## الشخصيات
- ستيفن ملك إنجلترا
- ستيفن هوكينج فيزيائي إنجليزي
- ستيفن جيرارد لاعب كرة قدم إنجليزي
- ستيفن سيغال ممثل أمريكي
- ستيفن سبيلبرغ مخرج أمريكي
- ستيفن كينغ كاتب وروائي أمريكي
- ستيفن واينبرج فيزيائي أمريكي
- ستيفن جاي غولد عالم أحياء أمريكي
- ستيفن أميل ممثل كندي
- ستيفن أمبروز مؤرخ أمريكي
- ستيفن أبياه لاعب كرة قدم غاني
- ستيفن أدلر موسيقي أمريكي
- ستيفن أ. دوغلاس سياسي أمريكي
- ستيفن أوج ممثل كندي
- ستيفن بينكر عالن نفس كندي أمريكي
- ستيفن بالدوين ممثل ومخرج أمريكي
- ستيفن بلوم ممثل أمريكي
- ستيفن باور ممثل كوبي
- ستيفن براير قاضي أمريكي
- ستيفن باكستر روائي أمريكي
- ستيفن بينار لاعب كرة قدم جنوب أفريقي
- ستيفن بيري ممثل أمريكي
- ستيفن تيلور مغني أمريكي
- ستيفن تشو فيزيائي أمريكي
- ستيفن تشو (ممثل) مخرج هونغ كونغي
- ستيفن تاتاو لاعب كرة قدم كاميروني
- ستيفن جيلينهال مخرج وشاعر أمريكي
- ستيفن جاكسون مغني أمريكي
- ستيفن جيه كانيل ممثل ومخرج أمريكي
- ستيفن جرينبلات كاتب أمريكي
- ستيفن حسن عالم نفس أمريكي
- ستيفن ديلان ممثل إنجليزي
- ستيفن دورف ممثل أمريكي
- ستيفن دالدري مخرج إنجليزي
- ستيفن ديفور لاعب كرة قدم بلجيكي
- ستيفن ديفيس لاعب كرة قدم أيرلندي شمالي
- ستيفن داربي لاعب كرة قدم إنجليزي
- ستيفن رايت ممثل أمريكي
- ستيفن ريا ممثل أيرلندي
- ستيفن روت ممثل أمريكي
- ستيفن ريتشارد هاكيت موسيقي إنجليزي
- ستيفن روبينسون رائد فضاء أمريكي
- ستيفن زوبر لاعب كرة قدم سويسري
- ستيفن زيمرمان لاعب كرة سلة أمريكي
- ستيفن سمال عالم حاسوب ورياضياتي أمريكي
- ستيفن سونديم موسيقي أمريكي
- ستيفن سودربرغ منتج أمريكي
- ستيفن سترايت ممثل أمريكي
- ستيفن سوتلوف صحفي أمريكي إسرائيلي
- ستيفن سومرز مخرج أمريكي
- ستيفن سوانسون رائد فضاء أمريكي
- ستيفن غراهام ممثل إنجليزي
- ستيفن فراي ممثل ومخرج إنجليزي
- ستيفن فريرز مخرج إنجليزي
- ستي شاعر وملحن أمريكي
- ستيفن فورست ممثل ومخرج أمريكي
- ستيفن كولبير ممثل وكوميدي أمريكي
- ستيفن كوفي كاتب أمريكي
- ستيفن كرين روائي أمريكي
- ستيفن كاري لاعب كرة سلة أمريكي
- ستيفن كوك عالم حاسوب أمريكي كندي
- ستيفن كولب ممثل أمريكي
- ستيفن لانغ ممثل أمريكي
- ستيفن منوشين سياسي واقتصادي أمريكي
- ستيفن ميرشانت ممثل إنجليزي
- ستيفن موير ممثل إنجليزي
- ستيفن نايت مخرج وكاتب سيناريو إنجليزي
- ستيفن نزونزي لاعب كرة قدم فرنسي
- ستيفن نيسميث لاعب كرة قدم أيرلندي
- ستيفن هيلنبرغ رسام كاريكاتير ومخرج أمريكي
- ستيفن هاربر سياسي ورئيس وزراء كندي
- ستيفن هول معماري أمريكي
- ستيفن هاس لاعب كرة مضرب أسترالي
- ستيفن هيلر عازف بيانو وملحن فرنسي مجري
- ستيفن هوبكينز كاتب ومخرج أمريكي
- ستيفن ويلتشير معماري إنجليزي
- ستيفن ولفرام فيزيائي أمريكي
- ستيفن ويلسون موسيقي إنجليزي
- ستيفن ويبر ممثل أمريكي
- ستيفن وارنوك لاعب كرة قدم إنجليزي
- ستيفن يون ممثل أمريكي كوري

### شخصيات خيالية
- ستيفن يونيفرس، شخصية العنوان في مسلسل الرسوم المتحركة ستيفن البطل.
- ستيفن البطل